# Grigorij Barannikow
Grigorij Jelisiejewicz Barannikow, ros. Григорий Елисеевич Баранников (ur. 27 lutego?/11 marca 1895 w Azowie, zm. 23 września 1960 w Casablance) – rosyjski emigracyjny duchowny prawosławny, kapelan polowy w Rosyjskim Korpusie Ochronnym podczas II wojny światowej, publicysta.
Ukończył seminarium duchowne, po czym został nauczycielem w parafialnej szkole cerkiewnej. Po wybuchu I wojny światowej został zmobilizowany do armii rosyjskiej. W 1918 wstąpił do nowo formowanych wojsk Białych gen. Antona I. Denikina. W listopadzie 1920 wraz z pozostałymi wojskowymi został ewakuowany z Krymu do Gallipoli. Na emigracji zamieszkał w Bułgarii. Śpiewał w chórze Kozaków dońskich S. A. Żarowa. W 1923 został wyświęcony na duchownego prawosławnego. Posługę duszpasterską pełnił na Rusi Zakarpackiej. Po kilku latach władze Czechosłowacji wydaliły go poza granice państwa. W rezultacie przybył do Jugosławii, gdzie służył w jednej z parafii w Serbii. Po zajęciu kraju przez wojska niemieckie w kwietniu 1941, wstąpił do nowo formowanego Rosyjskiego Korpusu Ochronnego. Pełnił obowiązki kapelana polowego. Po zakończeniu wojny przebywał w obozie w Kellerbergu, gdzie był zastępcą proboszcza miejscowej cerkwi prawosławnej. W 1948 wyjechał do Maroka. W 1951 został proboszczem cerkwi Zmartwychwstania Pańskiego w Rabacie. Od 1959 pełnił funkcję zastępcy proboszcza, a następnie proboszcza cerkwi Zaśnięcia Matki Bożej w Casablance. Jednocześnie nauczał języka rosyjskiego, religii i śpiewu. Współpracował z miejscowym oddziałem Narodowej Organizacji Rosyjskich Wywiadowców (NORR), uczestnicząc w letnich obozach dla rosyjskiej młodzieży. Pisał artykuły do pisma „Russkaja żyzń”, wychodzącego w San Francisco.